# بوئینگ ۷۷۷ایکس
۷۷۷ایکس
بوئینگ ۷۷۷ایکس (به انگلیسی: Boeing 777X) یک هواپیمای ساخته شده توسط کارخانهٔ هواپیماهای تجاری بوئینگ در کشور ایالات متحده آمریکا است. این هواپیما در سال ۲۰۲۰ نخستین پرواز آزمایشی خودش را انجام داد. بوئینگ ۷۷۷ایکس با بیش از ۷۶ متر طول، بزرگ‌ترین هواپیمای دو موتوری جهان محسوب می‌شود.
در این هواپیما از موتور جی‌ئی۹ایکس، قوی‌ترین موتور هواپیمای تجاری جهان ساخته شرکت جنرال الکتریک، استفاده شده است. هر یک از این موتورها بیش از ۴۰ میلیون دلار قیمت دارند که از برخی از هواپیماهای باریک‌پیکر هم گران‌تر است. از فناوری‌های طراحی این هواپیما امکان جمع کردن حدود هفت متر از بال است این طرح که اولین بار در صنعت هوانوردی تجاری انجام شده است.
قیمت بویینگ ۷۷۷ ایکس، ۴۲۲ میلیون دلار است و توانایی حمل ۴۲۶ مسافر را دارد. این هواپیما در دو مدل ۷۷۷-۹ایکس برد ۱۳۵۰۰ کیلومتر و مدل ۷۷۷-۸ایکس برد ۱۶۲۰۰ کیلومتر مدل ۸ ۳۸۶صندلی دارد را با یک بار سوخت‌گیری با ظرفیت کامل پرواز کند.

## نخستین پرواز آزمایشی
نخستین پرواز آزمایشی بوئینگ ۷۷۷ ایکس به تاریخ ۲۶ ژانویه ۲۰۲۰ پس از یک تأخیر نسبتاً طولانی به دلیل مشکلات فنی، با موفقیت انجام شد. در اولین پرواز این هواپیما توانست تا ارتفاع ۱۵ هزار پایی اوج بگیرد.

## سفارش‌ها
| تاریخ سفارش    | کشور              | مشتری                | تعداد       | تعداد       | تعداد           | تعداد |
| تاریخ سفارش    | کشور              | مشتری                | -۸ایکس      | -۹ایکس      | -۸اف‌ایکس (باری) | مجموع |
| -------------- | ----------------- | -------------------- | ----------- | ----------- | --------------- | ----- |
| ۱۷ نوامبر ۲۰۱۳ | آلمان             | لوفت‌هانزا            | ۰           | ۲۰          | ۰               | ۲۰    |
| ۹ مه ۲۰۲۲      | آلمان             | لوفت‌هانزا            | ۰           | ۰           | ۷               | ۷     |
| ۱۷ نوامبر ۲۰۱۳ | امارات متحده عربی | هواپیمایی اتحاد      | ۸           | ۱۷          | ۰               | ۲۵    |
| ۲۰ دسامبر ۲۰۱۳ | هنگ کنگ           | کاتای پسیفیک         | ۰           | ۲۱          | ۰               | ۲۱    |
| ۹ ژوئیه ۲۰۱۴   | امارات متحده عربی | هواپیمایی امارات     | ۳۵          | ۱۱۵         | ۰               | ۱۵۰   |
| ۲۰ نوامبر ۲۰۱۹ | امارات متحده عربی | هواپیمایی امارات     | ۱۰-         | ۱۴-         | ۰               | ۲۴-   |
| ۱۳ دسامبر ۲۰۱۹ | امارات متحده عربی | هواپیمایی امارات     | ۹-          | ۲-          | ۰               | ۱۱-   |
| ژوئن ۲۰۲۳      | امارات متحده عربی | هواپیمایی امارات     | ۱۶-         | ۱۶          | ۰               | ۰     |
| ۱۳ نوامبر ۲۰۲۳ | امارات متحده عربی | هواپیمایی امارات     | ۳۵          | ۵۵          | ۰               | ۹۰    |
| ۱۶ ژوئیه ۲۰۱۴  | قطر               | قطر ایرویز           | ۱۰ (لغو شد) | ۵۰          | ۰               | ۵۰    |
| ۳۱ ژوئن ۲۰۲۲   | قطر               | قطر ایرویز           | ۰           | ۰           | ۳۴              | ۳۴    |
| ۲۳ ژوئن ۲۰۲۴   | قطر               | قطر ایرویز           | ۰           | ۲۰          | ۰               | ۲۰    |
| ۱۵ مه ۲۰۲۵     | قطر               | قطر ایرویز           | ۰           | ۳۰          | ۰               | ۳۰    |
| ۳۱ ژوئیه ۲۰۱۴  | ژاپن              | آل نیپون ایرویز      | ۰           | ۲۰          | ۰               | ۲۰    |
| ۱۱ ژوئیه ۲۰۲۲  | ژاپن              | آل نیپون ایرویز      | ۰           | ۲-          | ۲               | ۰     |
| ۲۰ دسامبر ۲۰۱۶ | ایران             | ایران ایر            | ۱۵ (لغو شد) | ۱۵ (لغو شد) | ۰               | ۱۵    |
| ۱۹ ژوئن ۲۰۱۷   | سنگاپور           | سنگاپور ایرلاینز     | ۰           | ۲۰          | ۰               | ۲۰    |
| ۹ فوریه ۲۰۲۱   | سنگاپور           | سنگاپور ایرلاینز     | ۰           | ۱۱          | ۰               | ۱۱    |
| ۲۸ فوریه ۲۰۱۹  | بریتانیا          | بریتیش ایرویز        | ۰           | ۱۸          | ۰               | ۱۸    |
| ۹ مه ۲۰۲۵      | بریتانیا          | بریتیش ایرویز        | ۰           | ۶           | ۰               | ۶     |
| ۱۲ اکتبر ۲۰۲۲  | لوکزامبورگ        | کارگولوکس            | ۰           | ۰           | ۱۰              | ۱۰    |
| ۱۰ نوامبر ۲۰۲۲ | آذربایجان         | سیلک وی وست ایرلاینز | ۰           | ۰           | ۲               | ۲     |
| ۲۰ ژوئن ۲۰۲۳   | هند               | ایر ایندیا           | ۰           | ۱۰          | ۰               | ۱۰    |
| ۵ مارس ۲۰۲۴    | اتیوپی            | هواپیمایی اتیوپی     | ۰           | ۸           | ۰               | ۸     |
| ۲۲ ژوئن ۲۰۲۴   | کره جنوبی         | کورین ایر            | ۰           | ۲۰          | ۰               | ۲۰    |
| ۵ مارس ۲۰۲۴    | --                | مشتری ناشناس         | ۰           | -۲۰         | ۰               | -۲۰   |
| ۲۳ ژوئیه ۲۰۲۴  | --                | مشتری ناشناس         | ۰           | ۲۰          | ۰               | ۲۰    |
| مجموع          | مجموع             | مجموع                | ۴۳          | ۴۳۹         | ۵۵              | ۵۳۷   |

 سفارش‌های ایران به دلیل از بین رفتن برجام و شروع دوباره تحریم‌ها لغو شد.